# 爱德华·马什
爱德华·马什（英語：Edward Marsh，1874年2月12日—1932年10月10日），美国男子赛艇运动员。他曾代表美国参加1900年夏季奥林匹克运动会赛艇比赛，获得男子八人单桨有舵手金牌。